# 1947 Ісо-Хейккіля
1947 Ісо-Хейккіля (1947 Iso-Heikkilä) — астероїд головного поясу, відкритий 4 березня 1935 року.
Тіссеранів параметр щодо Юпітера — 3,171.